# Telosma africana
Telosma africana är en oleanderväxtart som först beskrevs av Nicholas Edward Brown, och fick sitt nu gällande namn av Nicholas Edward Brown. Telosma africana ingår i släktet Telosma och familjen oleanderväxter. Inga underarter finns listade i Catalogue of Life.